# 固醇

广义上的固醇，最简单的成员为 gonan-3-ol

狭义上的固醇，还必须在C-17上有烃侧链

固醇又称甾醇，固醇类（sterols）属于類固醇的一个子群，是一组源自类固醇骨架并在C-3上有一个β取向羟基的天然产物，结构上与胆固烷-3-醇（cholestan-3-ol）高度相关。广义上的固醇，包括最简单的腺甾醇（gonan-3-ol）；而狭义上的固醇，还需在C-17上有一个约8～10碳原子的烃侧链。
固醇是最早发现的类固醇化合物，自然界中分布甚广，它们存在于大多数真核细胞的膜中，与最家喻户晓的动物固醇——胆固醇，一起同时自然存在于植物、动物与真菌之中，但细菌不含固醇类。胆固醇对细胞的功能发挥来说很重要，并且是许多脂溶性维生素与甾体激素的重要前体。
一些文献或书籍会区分甾醇（固醇）和甾烷醇（stanol，固烷醇）。在这种情况下，两者的区别在于前者在C5和C6之间有双键，而后者没有，就像胆固醇和粪甾烷醇之间的区别。另有一个词甾烯醇（stenol，固烯醇），指的是在基本骨架上任何地方有一个双键的甾醇，例如胆固醇就是Δ-5-胆甾烯醇。

## 固醇的种类
來自植物的固醇稱為“植物固醇”，來自動物的固醇稱為“动物固醇”。胆固醇是重要的动物固醇；重要的植物固醇包括菜油甾醇、谷固醇，以及豆固醇。麦角固醇是一種存在於真菌细胞膜的固醇，其功能類似於動物細胞上的膽固醇。

## 在生物化学方面的作用
固醇及其相關化合物在真核細胞生物的生理發揮着重要的作用。例如，膽固醇是動物的細胞膜的組成部份。在人類和其他動物，皮質類固醇激素，如皮質醇，可在細胞間通信和一般新陳代謝中擔當信號傳遞物質的角色。

## 作为一种营养补剂
在临床试验中，植物固醇显示出可以阻断人体肠道中的胆固醇吸收位点，因此可以帮助减少人体中的胆固醇水平。他们也被美国食品药品监督管理局所认可，可以被作为食品添加剂使用；然而，也有人担心他们可能不仅仅阻断胆固醇的吸收，同时也可能会阻断其他重要营养物质的吸收。目前，美国心脏协会已建议只有被确诊胆固醇升高时才应该补充植物固醇，尤其不建议孕妇或乳母食用植物固醇。

## 化学分类与结构
固醇又被称为“甾醇”。他们是甾体的一个子分类，其A环的3号位具有一个羟基。它们是自乙酰辅酶A通过β-羟-β-甲基戊二酸单酰辅酶A还原酶途径而生成的两亲脂类。整体分子形态是相当平坦的。A环上的羟基是极性的。其余的脂肪族链是非极性的。